# جفي كاسيو
جفي كاسيو مواليد 7 أغسطس 1986 في ماكاتي، هو لاعب كرة سلة فلبيني. بدأ مسيرته الاحترافية في سنة 2011. يلعب في الرابطة الفلبينية لكرة السلة كلاعب هجوم خلفي. يحمل الرقم 42. يبلغ طوله 5 قدم 10 بوصة (1.8 م). مثّل منتخب بلاده. لعب مع باوريد تايغرز وألاسكا أيسز.